# Stefania Gruszecka
Stefania Gruszecka (ur. 1 września 1918 w Mokłuczce, zm. 10 lutego 1994) – polska szwaczka i działaczka komunistyczna, posłanka na Sejm PRL V kadencji.

## Życiorys
Uzyskała wykształcenie średnie niepełne, z zawodu szwaczka. Była robotnicą Zakładów Przemysłu Bawełnianego „Frotex” w Prudniku. Należała od 1946 do Polskiej Partii Robotniczej, a od 1948 do Polskiej Zjednoczonej Partii Robotniczej. W PZPR pełniła funkcję I sekretarza Komitetu Zakładowego przy Zakładach Przemysłu Bawełnianego, była delegatką na Kongres Zjednoczeniowy w 1948 oraz na V i VI Zjazd PZPR. W 1969 uzyskała mandat posłanki na Sejm PRL V kadencji z okręgu Nysa, zasiadała w Komisji Drobnej Wytwórczości, Spółdzielczości Pracy i Rzemiosła, Komisji Przemysłu Lekkiego oraz Komisji Przemysłu Lekkiego, Rzemiosła i Spółdzielczości Pracy.
Odznaczona Złotym Krzyżem Zasługi i Krzyżem Komandorskim Orderu Odrodzenia Polski.
Pochowana wraz z mężem Edwardem na cmentarzu komunalnym w Prudniku.